# Mont Saint-Michel (Moselle)
Pour les articles homonymes, voir Mont Saint-Michel (homonymie).
 (octobre 2015).
Si vous disposez d'ouvrages ou d'articles de référence ou si vous connaissez des sites web de qualité traitant du thème abordé ici, merci de compléter l'article en donnant les références utiles à sa vérifiabilité et en les liant à la section « Notes et références ».
Le mont Saint-Michel est une colline située dans le nord-est de la France, dans le département de la Moselle, près du village de Beuvange-sous-Saint-Michel. Elle est essentiellement connue pour son ermitage du XIIIe siècle et sa chapelle, aujourd'hui en ruine.

## Toponymie
En francique lorrain, le nom de la colline est Méchelsbierg et Méchelsbiirg.

## Géographie
Le mont Saint-Michel se trouve dans les côtes de Moselle, au cœur du pays thionvillois, près du village de Beuvange-sous-Saint-Michel. Il culmine à 391 mètres d'altitude. Son sommet comprend un ermitage et une ancienne chapelle en ruine appelée « chapelle du Lépreux ».

## Ermitage et chapelle du Lépreux
Vers 1250 au sommet de la butte du mont Saint-Michel sont construits un ermitage et une chapelle, au nord de Beuvange-sous-Saint-Michel, pour accueillir Guerlach de Neuersbourg qui avait contracté la lèpre lors de la septième croisade. À sa mort, une dizaine d’années plus tard, la chapelle est dotée par sa fiancée, Irmengarde de Volkrange, de quatre messes annuelles (encore attestées au XVIIe siècle). En 1455, la chapelle est restaurée en style gothique. Vers cette même époque, une confrérie se forme à Beuvange-sous-Saint-Michel pour assurer son entretien. En 1655, la chapelle est restaurée et agrandie par Élisabeth de Nassau. Au XVIIIe siècle, l’ermitage est toujours occupé et l’on signale encore des messes dans la chapelle en 1803. Après cette date, elle ne tarde pas à être abandonnée et il n’en reste aujourd’hui que quelques vestiges.